# Michael Fitzpatrick (Politiker, 1942)
Michael Fitzpatrick (* 12. Oktober 1942 in Cootehill, County Cavan; † 14. Oktober 2011) war ein irischer Politiker (Fianna Fáil).

## Leben
Fitzpatrick wuchs als zweitältestes von acht Kindern im County Cavan auf. Seine Familie war dort in der Landwirtschaft tätig. Er besuchte die Dernakesh National School und die Cootehill Vocational School. 
1961 begann er in der Garda Síochána, der Nationalpolizei der Republik Irland, zu arbeiten. Während seiner polizeilichen Karriere war er in Robertstown, County Kildare, in Tullow, County Carlow sowie kurzzeitig in Athy stationiert. Während seiner Zeit in Robertstown heiratete Fitzpatrick. Aus der Ehe ging ein Sohn hervor. 1972 verließ er den Polizeidienst und wurde als Manager für Tourismusprojekte in Robertstown tätig. Ab Mitte der 1970er Jahre bis 1989 arbeitete er danach als Handelsvertreter und Versicherungsberater. Im Anschluss machte er sich als Auktionator und Versicherungsberater selbstständig.
Ab 1992 begann Fitzpatrick in der Politik aktiv zu werden. Bei den Kommunalwahlen 1999 wurde er erstmals für die Fianna Fáil in das Kildare County Council gewählt. 2004 erfolgte seine Wiederwahl. Während dieser Zeit hatte er von 2003 bis 2004 das Amt des Mayor of County Kildare inne. Im Mai 2007 wurde Fitzpatrick im Wahlkreis Kildare North für seine Partei in den 30. Dáil Éireann gewählt. Den vakanten Sitz im Kildare County Council übernahm im Juni sein Sohn und Parteikollege Daragh Fitzpatrick, konnte ihn aber bei der nächsten Kommunalwahl 2009 nicht halten. Im März 2010 wurde bei Michael Fitzpatrick eine Erkrankung der Motoneuronen diagnostiziert. Trotz dieser Erkrankung entschloss sich Fitzpatrick, weiter als Abgeordneter zu arbeiten. Bei den Wahlen zum 31. Dáil Éireann im Februar 2011 konnte er seinen Sitz jedoch nicht verteidigen. Er starb im Oktober 2011 an den Folgen seiner Erkrankung.